# Parcul Gheorghe Doja
Der Parcul Gheorghe Doja oder Parcul Plevnei ist ein Park im Timișoaraer Stadtbezirk Elisabetin. 

## Beschreibung
Die Parkanlage ist als mittige Grünfläche in die rechteckige Piața Plevnei integriert und liegt – mittels Treppenstufen erreichbar – etwas tiefer als diese. Sie wurde 1903 zusammen mit der umliegenden Bebauung angelegt. 1957 wurde nachträglich eine Statue des ungarischen Bauernführers György Dózsa – in rumänischer Schreibweise Gheorghe Doja – errichtet. 
2011 fanden aufwändige Gestaltungsarbeiten im Park statt. Erneuert wurden die Alleen, die Bänke, die Bewässerungs- und Beleuchtungsanlage. Ebenso fanden Neubepflanzungen mit Bäumen, Sträuchern und Blumenrabatten statt. Ein neues Kunstwerk, der in schwarz und weiß gehaltene Würfel, von Linda Menczel, nach einem Gedicht von Nichita Stănescu, stellt seither einen Gegenpol zur zuvor dominierenden Doja-Statue dar.